# Paz Vega
Paz Campos Trigo (* 2. leden 1976, Sevilla, Španělsko) je španělská herečka. Známější je spíše pod svým pseudonymem Paz Vega.

## Biografie

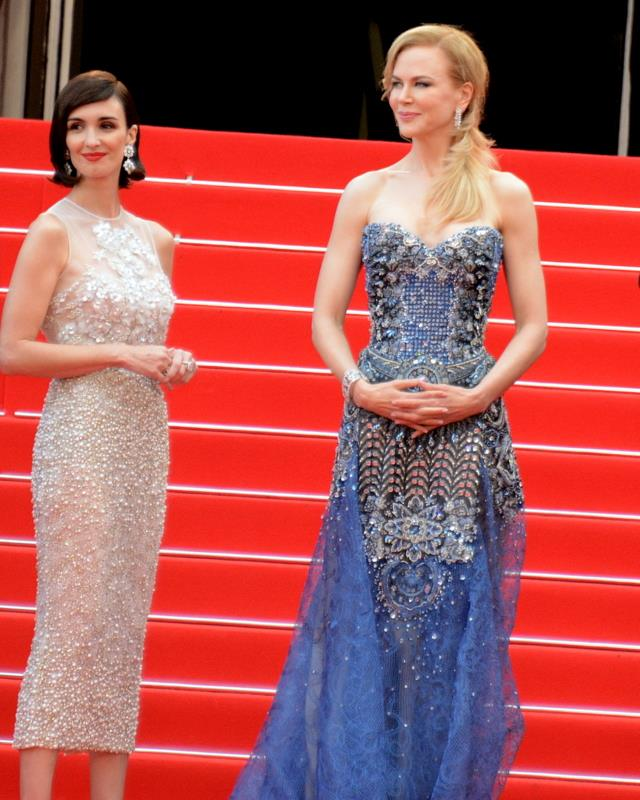
Paz Vega a Nicole Kidman na filmovém festivalu v Cannes

### Osobní život
Půvabná herečka se narodila v Seville ve Španělsku. Umělecké jméno si převzala od své prababičky. Když účinkovala v představení F. G. Lorcy La casa de Bernarda Alba v 15 letech, rozhodla se, že bude herečkou. V 16 letech byla přijata na prestižní hereckou školu Centro Andaluz de Teatro. Po dvou letech studií na této škole a po dalších dvou letech studií žurnalistiky se odstěhovala do Madridu. Paz Vega je vdaná za Orsona Salazara a mají spolu tři děti.

### Kariéra
Svou kariéru načala ve španělských televizních minisériích Menudo es mi padre, kde ztvárnila roli zpěvačky. Po dalších televizních seriálech se na stříbrné plátno poprvé dostala ve filmu Zapping, ve stejném roce dostala malou roli ve filmu Sobreviviré.
Poté okamžitě přišel vzestup díky sitcomu 7 Vidas, který byl označován jako španělská verze populárního seriálu Přátelé. Seriál měl obrovský úspěch a poslední díl byl natočen až v roce 2006.
Úspěch si Paz zařídila i díky filmu Sex a Lucía, dále pak díky snímku oceněném několika cenami včetně Oscara za nejlepší scénář, Talk to her a neméně úspěšný byl film Španglicky snadno a rychle s Adamem Sandlerem v hlavní roli.

## Filmografie
- Video Synchronicity (2016)
- All Roads Lead to Rome (2015)
- Amar en Madrid (2015)
- Beautiful and Twisted (2015)
- Big Time in Hollywood (2015)
- Emperor (2015)
- A Fall from Grace (2015)
- The Jesuit (2015)
- Marble City (2015)
- Untitled Jim Loach Project (2015)
- Grace, kněžna monacká (2014)
- La Ignorancia de la sangre (2014)
- Kill the Messenger (2014)
- Poutník - nejlepší příběh Paula Coelha (2014)
- Espectro (2013)
- Rozkoš v oblacích (2013)
- Le mille e una notte: Aladino e Sherazade (2012)
- Madagaskar (2012)
- Maria di Nazaret (2012)
- Cat Run (2011)
- Burning Palms (2010)
- Don Mendo Rock ¿La venganza? (2010)
- Vallanzasca - Gli angeli del male (2010)
- Oči války (2009)
- Šest žen Henryho Lefaye (2009)
- Unesená (2009)
- Hloubka duše (2008)
- Lex (2008)
- Spirit (2008)
- Skřivánčí dvůr (2007)
- Teresa, el cuerpo de Cristo (2007)
- Krev Borgiů (2006)
- Zatmívání (2006)
- 10 položek a méně (2006)
- Řekni, že ano! (2004)
- Španglicky snadno a rychle (2004)
- Carmen: Divoká vášeň (2003)
- Druhá strana postele (2002)
- Mluv s ní (2002)
- Novo (2002)
- Sex a Lucía (2001)
- Sólo mía (2001)
- El Chico en la puerta (2000)
- Nikdo nikoho nezná (1999)
- Sobreviviré (1999)
- Zapping (1999)
- 7 vidas (1999)
- Compañeros (1998)
- Perdón, perdón (1998)
- Más que amigos (1997)

## Ocenění
- Cena Premios Goya 2001, Objev roku v kategorii herečka za film Sex a Lucía
- Ocenění na filmovém festivalu v Cannes 2001, Objev roku v kategorii herečka za film Sex a Lucía
- Ocenění Phoenix Film Critics Society 2004, Objev roku za film Španglicky snadno a rychle
- Ceny Sant Jordi 2001, Nejlepší španělská herečka za film Sex a Lucía
- Ceny Ondas 2001, Nejlepší herečka za film Sex a Lucía